# Francisco Spinola
Francisco Spinola SJ (* 5. April 1654 in Genua; † 28. Juni 1694 auf dem Weg nach Cochinchina) war ein italienischer Geistlicher.
Spinola wurde am 1. Juni 1673 in Genua zum Priester für den Jesuitenorden geweiht. Am 15. Oktober 1689 legte er seine Gelübde ab. 1690 ernannte Papst Alexander VIII. ihn zum Koadjutor-Bischof von Nanking. Er sollte damit Nachfolger von Gregory Luo Wenzao werden. Wenzao starb im Februar 1691 und Pater Giovanni Francesco Nicolai OFM, der von Wenzao mit päpstlicher Erlaubnis zum Koadjutor bestimmt wurde, leitete die Diözese danach. Allerdings war Nicolai im Gegensatz zu Spinola nicht von den Portugiesen bestätigt worden. Am 15. August 1690 legte er das vierte Gelübde ab und reiste nach Portugal ab. Im April 1692 segelte er von Lissabon als Oberer von 16 Missionaren, von denen nur zwei Portugiesen waren, ab. Außerdem hatte er ein päpstliches Ernennungsschreiben dabei, welches er dem chinesischen Kaiser überreichen sollte.
Zu dieser Zeit hatte der Heilige Stuhl einige Zuständigkeitskonflikte mit der portugiesischen Krone. Der Heilige Stuhl hatte das Padroado mit dem portugiesischen Monarchen geschlossen. Durch dieses delegierte der Vatikan die Verwaltung der örtlichen Kirchen an die portugiesische Krone. Bis 1659 stand ganz China unter der Gerichtsbarkeit der Diözese Macau und damit unter Oberhoheit der portugiesischen Krone. 1660 errichtete die Propaganda Fide (Heilige Kongregation für die Verbreitung des Glaubens) ein Apostolisches Vikariat in Nanking, das unter der direkten Kontrolle des Heiligen Stuhls stand, was die Portugiesen verärgerte. Papst Alexander VII. schlichtete den Streit zum Ärger der Propaganda Fide, indem er am 10. April 1690 zwei neue Diözesen in China gründete (Nanking und Peking). Beide standen unter der Kontrolle des Padroado. Der damalige Apostolische Vikar von Nanking, der Dominikaner Gregory Luo Wenzao, wurde zum Bischof von Nanking ernannt und der Franziskaner Bernardino della Chiesa wurde zum Bischof der neu gegründeten Diözese Peking ernannt. Sieben Provinzen wurden der Diözese Nanking und sechs Provinzen der Diözese Peking zugeordnet.
Spinola starb am 28. Juni 1694 auf dem Weg nach Cochinchina. Der Jesuit Alessandro Ciceri wurde 1694 zum Bischof ernannt.
1696 wurde nach Beschwerden der Propaganda Fide eine neue Vereinbarung mit dem portugiesischen Monarchen getroffen, die es dem Vatikan erlaubte, Apostolische Vikariate unabhängig von der Monarchie in Gebieten zu errichten, die nicht unter der Gerichtsbarkeit der drei Diözesen unter portugiesischer Kontrolle stehen (Macau, Nanking, Peking).